# Hermann Petrich
Hermann Petrich (* 3. Mai 1845 in Dobberphul, Kreis Cammin; † 5. Februar 1933 in Berlin-Halensee) war ein deutscher evangelischer Theologe, Superintendent und Schriftsteller.

## Leben

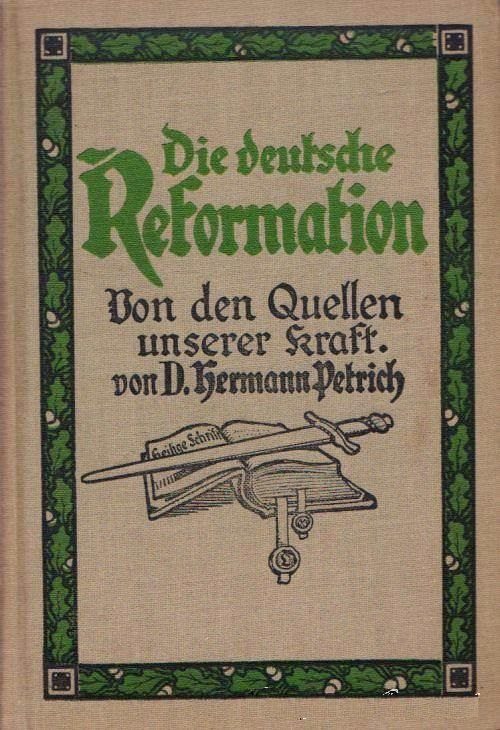
Die deutsche Reformation. Von den Quellen unserer Kraft. Hamburg (Rauhes Haus) 1916

Hermann Friedrich Martin Petrich war der Sohn des Pfarrers Wilhelm Petrich und der Tochter Auguste des mecklenburgischen Predigers Krog. Er besuchte das Joachimsthalsche Gymnasium in Berlin bis zur Prima, danach das Gymnasium in Pyritz bis 1865. Er studierte in Halle, Leipzig und Berlin Theologie und Philologie.
Seit 1872 arbeitete Petrich als Lehrer am Gymnasium zu Stargard. Er heiratete am 8. Oktober 1873 in Heydebreck bei Plathe Charlotte von Bonin. Hier begann seine schriftstellerische Tätigkeit mit biografischen und philologischen Skizzen. Im Herbst 1879 wurde Petrich Archidiakon in Treptow an der Rega. Hier veröffentlichte er den ersten Teil seines Hauptwerkes, die Pommerschen Lebens- und Landesbilder (Hamburg 1880).
Ab 1886 ging Petrich zur religiös-kirchlichen Schriftstellerei über und wurde einer der geistigen Väter und Leiter der pommerschen und Herrnhuter Missionskonferenz.
1886 wurde Petrich Oberprediger an der St.-Stephanus-Kirche in Gartz (Oder), gleichzeitig war er Superintendent und Kreisschulinspektor. Die Theologische Fakultät der Universität Greifswald promovierte Petrich zum Ehrendoktor.
Nach dem Tode seiner Ehefrau 1892 heiratete er deren Schwester Cecilie von Bonin († 1909). Am 1. Oktober 1915 trat er in den Ruhestand und siedelte nach Berlin-Halensee über. 
Petrich wurde auf dem Gartzer Friedhof neben seinen beiden Ehefrauen begraben.

## Werke (Auswahl)
- Ernst Christoph Bindemann. Ein Beitrag zur Literatur- und Kulturgeschichte der letzten hundert Jahre. Stargard 1878.
- Drei Kapitel vom romantischen Stil. Ein Beitrag zur Charakteristik der romantischen Schule, ihrer Sprache und Dichtung, mit vorwiegender Rücksicht auf Ludwig Tieck. 1878.
- Pommersche Lebens- und Landesbilder. 2 Bde., Hamburg 1880/1887.
- Bugenhagen-Büchlein, d. i. Lebensgeschichte Johann Bugenhagens, gen. Dr. Pommer. Anklam 1885.
- Pommersches Missionsbuch. Geschichte der Mitarbeit Pommerns am Werke des Heidenbekehrung. Ein Beitrag zur Kenntnis des geistlichen Lebens an der Ostsee. Anklam 1886.
- Hermann Theodor Wangemann. Sein Leben und Wirken für Gottes Reich und für das Missionswerk insonderheit. Berlin 1895.
- Von Armin bis Bismarck. Elf deutsche Männer. Hamburg 1897.
- Fürsten und Führer. Elf deutsche Männer. Hamburg 1898.
- Friedrich Schiller. Sein Leben und Dichten. Hamburg 1900.
- Heimat und Fremde. Zwölf deutsche Männer. Altona 1901.
- Johann Hinrich Wichern. Leben und Wirken des Heroldes der Inneren Mission. Hamburg 1908.
- Königin Luise. Ein Bild ihres Lebens. Zu ihrem Gedächtnis dem deutschen Volke gezeichnet. Hamburg 1910.
- Deutsche Frauen. Erzählungen für jung und alt im lieben deutschen Vaterland. Hamburg 1910.
- Pastor Meinhof. Aus dem Leben eines Missionszeugen im vorigen Jahrhundert, den Missionsfreunden in diesem Jahrhundert erzählt. Berlin o. J.
- Für Freiheit und Vaterland. Deutsche Männer, deutsche Frauen, deutsche Schlachten vor hundert Jahren. Hamburg 1912.
- 1813. Eine Sammlung von Lebens- und Schlachtenbildern aus den Jahren der Erhebung des deutschen Volkes. Hamburg 1913.
- Paul Gerhardt. Ein Beitrag zur Geschichte des deutschen Geistes. Gütersloh 1914.
- Der deutsche Luther. Lebens- und Seelenbild aus der deutschen Vergangenheit für deutsche Vergangenheit und Zukunft. Hamburg 1917.
- Wie Pommern vor 400 Jahren evangelisch geworden ist. Für jung und alt im Pommerland kurzweilig erzählt. Stettin 1917
- Pommersches Reformationsbuch. 22 Geschichten aus den Tagen unserer Väter vor 400 Jahren. Ein pommersches Heimatbuch. Stettin 1917.
- Alexander Merensky. Ein Lebensbild aus der deutschen evangelischen Mission des letzten Jahrhunderts. Berlin 1919.
- Heil Kaiser Wilhelm Dir! Festbüchlein zum 60. Geburtstag des deutschen Kaisers Wilhelms II. am 27. Januar 1919 für jung und alt im lieben deutschen Vaterland. Schriftenvertriebsanstalt, Berlin 1919 (Digitalisat).
- Unser geistliches Volkslied. Geschichte und Würdigung lieber alter Lieder. Gütersloh 1920. (Digitalisat)
- Das Lied der Väter. Sonntagsspaziergänge durch unser Gesangbuch. Gütersloh 1924.
- Bischof Otto von Bamberg und sein Bekehrungswerk im Pommernland. Verlag des Ev. Preßverbandes für Pommern, Stettin 1924, urn:nbn:de:gbv:9-g-5274686.
- Unsere Sekten, Freikirchen und Weltanschauungsgesellschaften. Gemeinverständlich dargestellt und am Evangelium Jesu gemessen. Berlin 1928.
- Adolf und Henriette von Thadden und ihr Trieglaffer Kreis. Bilder aus der Erweckungsbewegung in Pommern. Stettin 1931.